# U-172 (tàu ngầm Đức)
U-172 là một tàu ngầm tấn công  Lớp Type IX thuộc phân lớp Type IXC được Hải quân Đức Quốc Xã chế tạo trong Chiến tranh Thế giới thứ hai. Nhập biên chế năm 1941, nó đã thực hiện được sáu chuyến tuần tra và đánh chìm được 26 tàu buôn với tổng tải trọng 152.080 GRT. Trong chuyến tuần tra cuối cùng, U-172 bị các máy bay TBM Avenger và F4F Wildcat xuất phát từ tàu sân bay hộ tống USS Bogue, phối hợp cùng các tàu khu trục USS George E. Badger, USS Clemson, USS Osmond Ingram và USS Du Pont của Hải quân Hoa Kỳ đánh chìm trong Đại Tây Dương về phía Tây quần đảo Canaria vào ngày 13 tháng 12, 1943.

## Thiết kế và chế tạo

### Thiết kế
Thiết kế của tàu ngầm Type IXC có kích thước hơi nhỉnh hơn so với phân lớp Type IXB dẫn trước. Chúng có trọng lượng choán nước 1.120 t (1.100 tấn Anh) khi nổi và 1.232 t (1.213 tấn Anh) khi lặn. Con tàu có chiều dài chung 76,76 m (251 ft 10 in), lớp vỏ trong chịu áp lực dài 58,75 m (192 ft 9 in), mạn tàu rộng 6,76 m (22 ft 2 in), chiều cao 9,60 m (31 ft 6 in) và mớn nước 4,70 m (15 ft 5 in).
Chúng trang bị hai động cơ diesel MAN M 9 V 40/46 siêu tăng áp 9-xy lanh 4 thì, tổng công suất 4.400 PS (3.200 kW; 4.300 bhp), dẫn động hai trục chân vịt đường kính 1,92 m (6,3 ft), cho phép đạt tốc độ tối đa 18,3 kn (33,9 km/h), và tầm hoạt động tối đa 13.450 nmi (24.910 km) khi đi tốc độ đường trường 10 kn (19 km/h). Khi đi ngầm dưới nước, chúng sử dụng hai động cơ/máy phát điện Siemens-Schuckert 2 GU 345/34 tổng công suất 1.000 PS (740 kW; 990 shp). Tốc độ tối đa khi lặn là 7,3 kn (13,5 km/h), và tầm hoạt động 63 nmi (117 km) ở tốc độ 4 kn (7,4 km/h). Con tàu có khả năng lặn sâu đến 230 m (750 ft).
Vũ khí trang bị có sáu ống phóng ngư lôi 53,3 cm (21 in), bao gồm bốn ống trước mũi và hai ống phía đuôi, và mang theo tổng cộng 22 quả ngư lôi 53,3 cm (21 in). Tàu ngầm Type IX trang bị một hải pháo 10,5 cm (4,1 in) SK C/32 với 110 quả đạn, một pháo phòng không 3,7 cm (1,5 in) SK C/30 và hai pháo phòng không 2 cm (0,79 in) C/30. Thủy thủ đoàn bao gồm 4 sĩ quan và 44 thủy thủ.

### Chế tạo
U-172 được đặt hàng vào ngày 23 tháng 12, 1939, và được đặt lườn tại xưởng tàu AG Weser của hãng DeSchiMAG ở Bremen vào ngày 11 tháng 12, 1940. Nó được hạ thủy vào ngày 31 tháng 7, 1941, và nhập biên chế cùng Hải quân Đức Quốc Xã vào ngày 5 tháng 11, 1941 dưới quyền chỉ huy của Hạm trưởng, Đại úy Hải quân Carl Emmermann.

## Lịch sử hoạt động

### 1942
Sau khi hoàn tất việc chạy thử máy và huấn luyện trong thành phần Chi hạm đội U-boat 4, U-172 được điều sang Chi hạm đội U-boat 10 từ ngày 1 tháng 5, 1942 để hoạt động trên tuyến đầu cho đến khi bị mất.

#### Chuyến tuần tra thứ nhất
U-172 xuất phát từ cảng Kiel, Đức vào ngày 24 tháng 4, 1942 cho chuyến tuần tra đầu tiên trong chiến tranh. Nó tiến ra Bắc Hải, rồi băng qua khe GI-UK giữa các quần đảo Shetland và Faroe để vòng qua quần đảo Anh để hoạt động trong vùng biển Bắc Đại Tây Dương về phía Tây Ireland (Khu vực Tiếp cận phía Tây). Chiếc U-boat đã không đánh chìm được mục tiêu nào, nên kết thúc chuyến tuần tra khi đi đến cảng Lorient bên bờ Đại Tây Dương của Pháp đã bị Đức chiếm đóng, đến nơi vào ngày 3 tháng 5. Lorient trở thành căn cứ hoạt động chính của chiếc tàu ngầm cho đến khi nó bị mất.

### 1943

#### Chuyến tuần tra thứ sáu – Bị mất

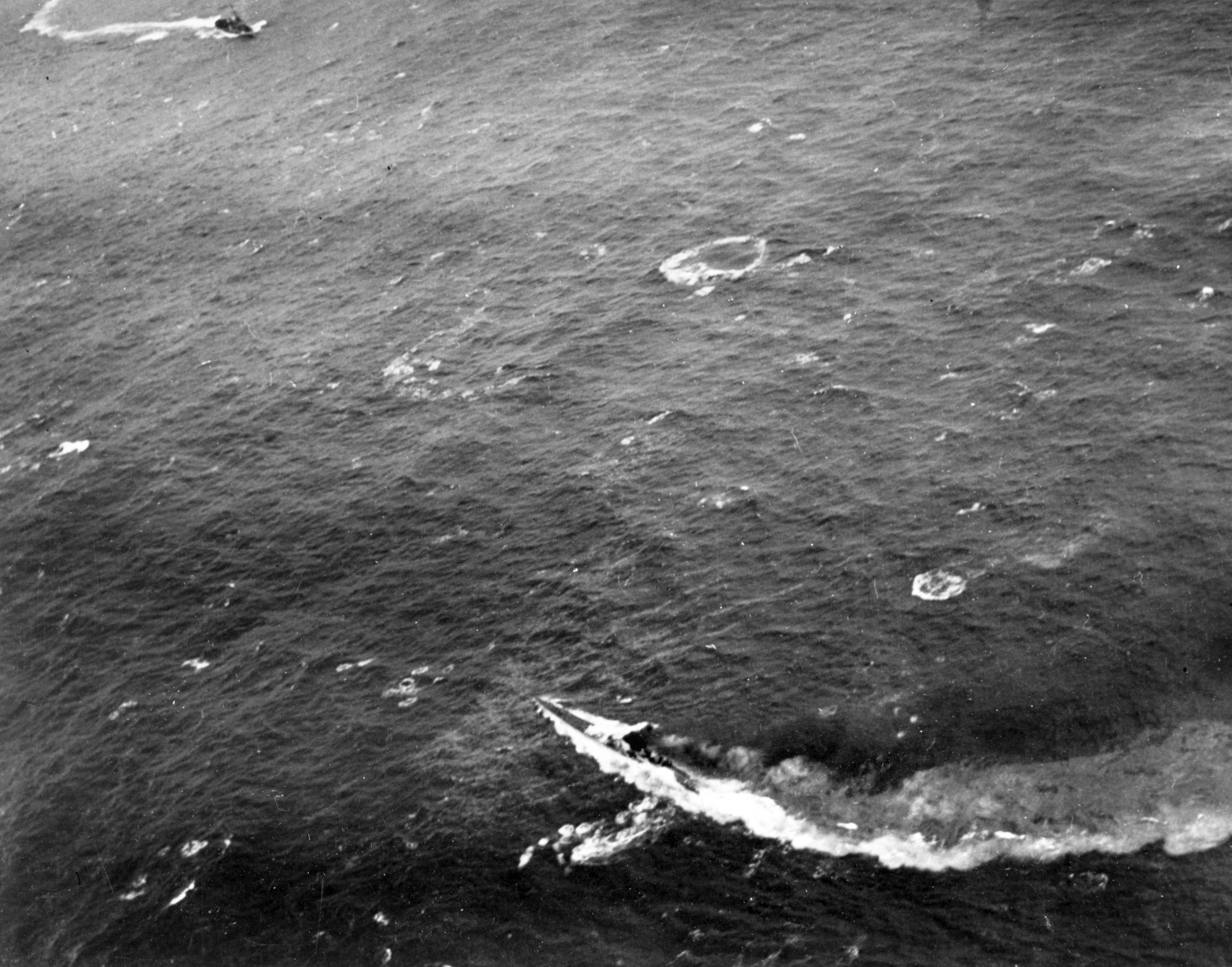
Tàu ngầm U-172 trồi lên mặt nước sau khi bị máy bay và tàu chiến Hoa Kỳ tấn công. Phía góc trái là một tàu khu trục, có thể là chiếc USS Osmond Ingram.

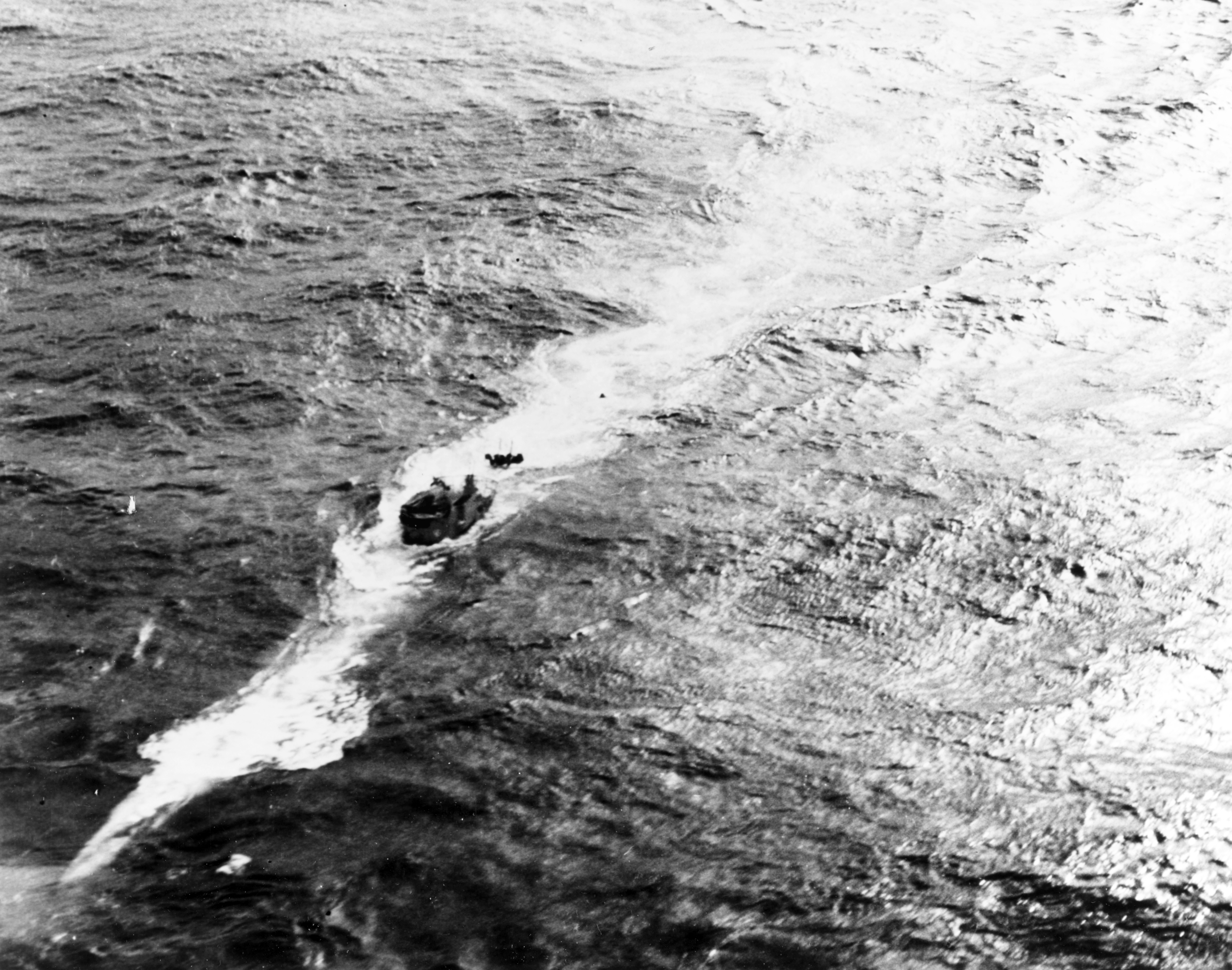
Tàu ngầm U-172 đang bị đắm.

U-172 khởi hành từ Lorient vào ngày 22 tháng 11 cho chuyến tuần tra thứ sáu, cũng là chuyến cuối cùng, và đã hướng xuống phía Nam để hoạt động dọc theo bờ biển Tây Phi. Ở vị trí về phía Tây quần đảo Canaria, U-172 bị các máy bay ném bom-ngư lôi TBM Avenger và máy bay tiêm kích F4F Wildcat, vốn thuộc Liên đội VC-19 xuất phát từ tàu sân bay hộ tống USS Bogue của Hải quân Hoa Kỳ, tấn công bằng mìn sâu và ngư lôi dò âm FIDO Mark 24. Sau đó chiếc U-boat tiếp tục bị các tàu khu trục USS George E. Badger, USS Clemson, USS Osmond Ingram và USS Du Pont tiếp tục tấn công. Sau trận chiến kéo dài đến 27 giờ và khoảng 200 quả mìn sâu được các tàu khu trục thả xuống, U-172 cuối cùng bị đánh chìm trong Đại Tây Dương vào ngày 13 tháng 12 tại tọa độ 26°29′B 29°58′T / 26,483°B 29,967°T. Mười ba thành viên thủy thủ đoàn của U-172 đã tử trận, và có 46 người sống sót được cứu vớt và bị bắt làm tù binh chiến tranh.

### "Bầy sói" tham gia
U-172 từng tham gia ba bầy sói:
- Eisbär (25 tháng 8 - 1 tháng 9, 1942)
- Unverzagt (12 – 17 tháng 3, 1943)
- Seeräuber (25 – 30 tháng 3, 1943)

### Tóm tắt chiến công
U-172 đã đánh chìm được 26 tàu buôn với tổng tải trọng 152.080 GRT:
| Ngày              | Tên tàu           | Quốc tịch      | Tải trọng | Số phận      |
| ----------------- | ----------------- | -------------- | --------- | ------------ |
| 27 tháng 5, 1942  | Athelknight       | United Kingdom | 8.940     | Bị đánh chìm |
| 3 tháng 6, 1942   | City of Alma      | United States  | 5.446     | Bị đánh chìm |
| 5 tháng 6, 1942   | Delfina           | United States  | 3.480     | Bị đánh chìm |
| 8 tháng 6, 1942   | Sicilien          | United States  | 1.654     | Bị đánh chìm |
| 14 tháng 6, 1942  | Lebore            | United States  | 8.289     | Bị đánh chìm |
| 15 tháng 6, 1942  | Bennestvet        | Norway         | 2.438     | Bị đánh chìm |
| 18 tháng 6, 1942  | Motorex           | United Kingdom | 1.958     | Bị đánh chìm |
| 23 tháng 6, 1942  | Resolute          | Colombia       | 35        | Bị đánh chìm |
| 9 tháng 7, 1942   | Santa Rita        | United States  | 8.379     | Bị đánh chìm |
| 7 tháng 10, 1942  | Chicksaw City     | United States  | 6.196     | Bị đánh chìm |
| 7 tháng 10, 1942  | Firethorn         | Panama         | 4.700     | Bị đánh chìm |
| 8 tháng 10, 1942  | Pantelis          | Greece         | 3.845     | Bị đánh chìm |
| 10 tháng 10, 1942 | Orcades           | United Kingdom | 23.456    | Bị đánh chìm |
| 31 tháng 10, 1942 | Aldington Court   | United Kingdom | 4.891     | Bị đánh chìm |
| 2 tháng 11, 1942  | Llandilo          | United Kingdom | 4.966     | Bị đánh chìm |
| 23 tháng 11, 1942 | Benlomond         | United Kingdom | 6.630     | Bị đánh chìm |
| 28 tháng 11, 1942 | Alaskan           | United States  | 5.364     | Bị đánh chìm |
| 4 tháng 3, 1943   | City of Pretoria  | United Kingdom | 8.049     | Bị đánh chìm |
| 13 tháng 3, 1943  | Thorstrand        | Norway         | 3.041     | Bị đánh chìm |
| 13 tháng 3, 1943  | Keystone          | United States  | 5.565     | Bị đánh chìm |
| 16 tháng 3, 1943  | Benjamin Harrison | United States  | 7.191     | Bị đánh chìm |
| 29 tháng 3, 1943  | Moanda            | Belgium        | 4.621     | Bị đánh chìm |
| 28 tháng 6, 1943  | Vernon City       | United Kingdom | 4.748     | Bị đánh chìm |
| 12 tháng 7, 1943  | African Star      | United States  | 6.507     | Bị đánh chìm |
| 15 tháng 7, 1943  | Harmonic          | United Kingdom | 4.558     | Bị đánh chìm |
| 24 tháng 7, 1943  | Fort Chilcotin    | United Kingdom | 7.133     | Bị đánh chìm |